# Tomasz Sobczak (malarz)
Tomasz Sobczak (ur. 22 stycznia 1954 w Pabianicach) – polski malarz, fotografik, scenograf teatralny i filmowy, poeta.

## Życiorys
Studiował na Wydziale Wzornictwa Przemysłowego i Wydziale Malarstwa w pracowni prof. Romana Modzelewskiego w Akademii Sztuk Pięknych im. Władysława Strzemińskiego w Łodzi (dyplom w 1982 r.). W latach 1981–1986 jako scenograf związany z Wytwórnią Filmów Fabularnych w Łodzi (zrealizował 20 filmów). Autor scenografii teatralnej do oper: „Madame Butterfly” Giacomo Puccini (1989 r.) i baletu „Till Eulenspiegel” Richard Strauss (1989 r.). Autor 50-metrowego obrazu pt. „Kultura materialna mobilu” z 2005 roku. W 2009 prowadził warsztaty pt. „Święto Sztuki Młodych Artystów” w Akademii Humanistyczno-Ekonomicznej w Łodzi.

## Filmografia (scenograf)
- 1986: „Nad Niemnem (film 1987)”.
- 1986: „Nad Niemnem (serial telewizyjny)”.
- 1985: „Osobisty pamiętnik grzesznika przez niego samego spisany”.
- 1985: „Gra w ślepca”.
- 1984: „Wszystko powiem Lilce!”.
- 1984: „Vabank II czyli riposta”.
- 1984: „Engagement”.
- 1983: „Wir”.
- 1983: „Wierna rzeka (film 1983)”.
- 1983: „Psychoterapia”.
- 1983. „Nie było słońca tej wiosny”.

## Wystawy (malarstwo)
- 2005: Wystawa pt. „Artlive” -Galeria Łódzka
- 2002: Wystawa indywidualna pt. „Magia sńów, magia liczb” – Galeria Forum.
- 1999: Wystawa pt. „Wschód na Zachodzie” – Norymberga
- 1997: „operacja Strzemiński” – Muzeum Kinematografii w Łodzi
- 1997: Wystawa pt. „DEZYNVOLTURA” – Galeria Miejska Piotrkowska 113
- 1996: Wystawa pt. „Prowokacja” – Galeria Soyout Ankara
- 1990: Wystawa pt. „Raj utracony” -Galeria 31 w Łodzi.
- 1990: Wystawa pt. „AKT”- Galeria Kawiarni „Hit” w Łodzi.
- 1990: Wystawa pt. „Sny marcowe” – Klub Plastyka „Piwnica” w Łodzi.
- 1990: Wystawa pt. „YAZZ” – KMPiK w Łodzi
- 1990: Happening „TOMASZ SOBCZAK LIVE”- Hala Sportowa w Łodzi.
- 1990: Wystawa pt. „Sny marcowe”- Uniwersytet Łódzki.
- 1990: Wystawa pt. „Kopciuszek”- Teatr Wielki w Łodzi.
- 1989: Wystawa pt. „Na wskroś nieba”- DDK Łódź-Górna.
- 1989: Wystawa malarstwa – „Posk Galery” Londyn.
- 1989: Wystawa pt. „Kopciuszek” – Teatr Miejski w Heilbronn
- 1989: Wystawa pt. „Mazurki polskie” – Galeria 31 Łódź
- 1989: Wystawa pt. „Art.-studio” – Teatr Wielki w Łodzi.
- 1989: Wystawa pt. „Solo on…” – Salon „Desa” Łódź.
- 1989: Wystawa pt. „Listy do małego księcia”- Centrum Informacji Kulturalnej – Galeria Łódź
- 1988: Wystawa pt. „Persona non grata” – Teatr Wielki w Łodzi
- 1988: Wystawa pt. „Powietrzne wyznania”- Klub Plastyka „Piwnica” Łódź
- 1987: Wystawa pt. „Jaskółcze pióro”- Galeria „Ara” Łódzki Dom Kultury
- 1987: Wystawa pt. „Testament dolny”- KMPiK Łódź

## Wystawy (fotografia)
- 2009: Wystawa pt. „Tryptyk Łódzki” Galerii Fotografii Łódzkiego Towarzystwa Fotograficznego[4][5].
- 2007: Wystawa zbiorowa Tarnowskiego Towarzystwa Fotograficznego w MOK Czchów[6].
- 2001: Wystawa pt. „Foto Atelier Łódź” – Galeria Fotografii ŁTF
- 1998: Wystawa pt. „122 Słynne widoki Miasta Łodzi” – Muzeum Miasta Łodzi
- 1995: Wystawa fotografii – Galeria Miejska Stuttgart
- 1995: Wystaw pt. „Się nie ma Jarocin” – Galeria Klub PARTES.
- 1995: Wystawa pt. „Impresje łódzkie” – Galeria ŁTF